# Jiriri Kiteru

Coperta Jiriri Kiteru

"Jiriri Kiteru" (ジリリ キテル?) - (Nu mai am răbdare) este al 10-lea single al trupei Berryz Kobo. A fost lansat pe 29 martie 2006, iar DVD-ul Single V pe 5 aprilie 2006.

## Track List

### CD
1. Jiriri Kiteru (ジリリ キテル) 
2. Toshoshitsu Taiki (図書室待機 - Alertă în bibliotecă) 
3. Jiriri Kiteru (Instrumental) (ジリリ キテル (Instrumental))

### Single V
1. Jiriri Kiteru (ジリリ キテル) 
2. Jiriri Kiteru (Dance Shot Ver.) (ジリリ キテル (Dance Shot Ver.)) 
3. Making Of (メイキング映像)

## Credite
1. Jiriri Kiteru (ジリリ キテル) 
- Versuri: Tsunku (つんく)
- Compoziție: Tsunku(つんく)
- Aranjare: Yuasa Kouichi (湯浅公一)

2. Toshoshitsu Taiki (図書室待機) 
- Versuri: Tsunku (つんく)
- Compoziție: Tsunku (つんく)
- Aranjare: AKIRA

## Interpretări în concerte
- Berryz Koubou Concert Tour 2006 Haru ~Nyoki Nyoki Champion!~
- Berryz Koubou Summer Concert Tour "Natsu Natsu! ~Anata wo Suki ni Naru Sangenzoku~"
- 2007 Sakura Mankai Berryz Koubou Live ~Kono Kandou ha Nidoto Nai Shunkan de Aru~
- Berryz Koubou Concert 2007 Haru ~Zoku Sakura Mankai Golden Week -Compilation~
- Berryz Koubou Concert Tour 2007 Natsu ~Welcome! Berryz Kyuuden~

## Prestații TV
- 26.03.2006 - Hello! Morning
- 28.03.2006 - Oha Star
- 07.04.2006 - Music Fighter